# جوایز موسیقی بیلبورد ۲۰۱۴
مراسم اهدای جوایز موسیقی بیلبورد ۲۰۱۴ در تاریخ ۱۸ مه ۲۰۱۴ در ورزشگاه ام‌جی‌ام گرند گاردن آرنا در لاس وگاس، نوادا برگزار شد. مراسم از شرکت پخش رسانه‌ای آمریکا به صورت زنده پخش شد. میزبان این برنامه لوداکریس بود.
جاستین تیمبرلیک از ۱۱ نامزدی خود ۷ برد، از جمله برترین هنرمند مرد و برترین هنرمند بیلبورد ۲۰۰ برای تجربه ۲۰/۲۰ داشت. از دیگر برندگان می‌توان به ایمجین درگنز اشاره کرد که پنج جایزه از ۱۲ نامزدی خود را به دست آورد و رابین تیک، فارل ویلیامز و تی.آی. چهار نامزدی کسب کردند. لورد ۱۲ نامزدی داشت. کیتی پری ۱۰ نامزدی داشت، از جمله هنرمند برتر، زن برتر و ۱۰۰ هنرمند داغ. مایلی سایرس ۹ نامزد دریافت کرد، از جمله هنرمند برتر، زن برتر، ۱۰۰ هنرمند داغ و بهترین هنرمند جریان. مکلمور و رایان لوئیس هشت نامزد داشتند، از جمله دو نفره / گروه برتر. در این مراسم، جنیفر لوپز جایزه آیکان را دریافت کرد.